# インパクト殿堂
TNA殿堂（TNAでんどう、TNA Hall of Fame）は、TNAが主催している顕著な活躍をした人物を表彰する制度である。

## 表彰者一覧
| 年代   | 表彰者                                             | 功績 |
| ------ | -------------------------------------------------- | --- |
| 2012年 | スティング                                         | NWA世界ヘビー級王座（1回）、TNA世界ヘビー級王座（4回）、TNA世界タッグ王座（1回） |
| 2013年 | カート・アングル                                   | TNA世界ヘビー級王座（6回）、TNA世界タッグ王座（2回）、TNA Xディヴィジョン王座（1回）、キング・オブ・ザ・マウンテン優勝（2007年、2009年）、IWGPヘビー級王座（IGF版）（1回）          |
| 2014年 | チーム3D （ブラザー・レイ & ブラザー・ディーボン） | NWA世界タッグ王座（1回）、TNA世界タッグ王座（2回）、IWGPタッグ王座（2回）、世界最強タッグ決定リーグ戦優勝（2005年）、ハッスルスーパータッグ王座（1回）                              |
| 2015年 | ジェフ・ジャレット                                 | NWA世界ヘビー級王座（6回）、TNAキング・オブ・ザ・マウンテン王座（1回）、キング・オブ・ザ・マウンテン優勝（2004年、2006年、2015年）、AAAメガ王座（2回）                              |
| 2015年 | アール・ヘブナー                                   | TNA上級審判員（2006年 - 2017年） |
| 2016年 | ゲイル・キム                                       | TNAノックアウト王座（7回）、TNAノックアウト・タッグ王座（1回）、クイーン・オブ・ザ・ノックアウト優勝（2013年）                                                                      |
| 2018年 | アビス                                             | NWA世界ヘビー級王座（1回）、NWA世界タッグ王座（1回）、TNA世界タッグ王座（2回）、TNA Xディヴィジョン王座（1回）、TNA TV王座（2回）、ファイト・フォー・ザ・トーナメント優勝（2006年） |
| 2020年 | ケン・シャムロック                                 | NWA世界ヘビー級王座（1回） |
| 2021年 | オーサム・コング                                   | TNAノックアウト王座（2回）、TNAノックアウト・タッグ王座（1回）、クイーン・オブ・ザ・ノックアウト優勝 (2015年)                                                                       |
| 2022年 | レイヴェン                                         | NWA世界ヘビー級王座（1回）、キング・オブ・ザ・マウンテン優勝（2005年） |